# سيريل غرانت
سيريل غرانت (بالإنجليزية: Cyril Grant)‏ (10 يوليو 1920 في المملكة المتحدة - 1 يناير 2002) هو لاعب كرة قدم بريطاني (وحمل سابقاً جنسية المملكة المتحدة لبريطانيا العظمى وأيرلندا) في مركز الهجوم. لعب مع إبسفليت يونايتد ونادي أرسنال ونادي ساوثيند يونايتد ونادي فولهام ولينكولن سيتي أف سي.